# Плющ, Леонид Иванович
Леони́д Ива́нович Плющ (26 апреля 1939, Нарын, Киргизская ССР, СССР — 4 июня 2015, Бессеж) — украинский математик, публицист, советский диссидент, участник правозащитного движения в СССР, член Инициативной группы по защите прав человека в СССР.

## Образование и научная деятельность
Родился в рабочей семье в городе Нарын в Киргизии. Отец погиб на фронте в начале Великой Отечественной войны. Позже с семьёй Леонид переехал в Одессу. Он окончил школу с серебряной медалью и поступил на физико-математический факультет Одесского университета. Затем перевёлся на механико-математический факультет Киевского университета, который окончил в 1962 году.
До 1968 года занимал должность инженера-математика в Институте кибернетики имени В. М. Глушкова Академии наук Украины в Лаборатории математических методов в биологии и медицине, которой руководил Ю. Г. Антомонов. Занимался научными исследованиями на стыке математики и биологии, моделированием биосистем, опубликовал несколько научных статей.

## Правозащитник
Будучи активным участником движения шестидесятников, Леонид Плющ содействовал распространению правозащитных идей на Украине. Он был связующим звеном между московскими и украинскими диссидентами, знакомя москвичей с новинками самиздата Украины и привозя из Москвы домой московские самиздатовские тиражи, расходившиеся затем по республике.
В 1964 году после отставки Никиты Хрущёва с поста Первого секретаря ЦК КПСС Плющ отправил письмо в ЦК с предложениями о демократизации советской системы. С 1966 года он начинает писать для самиздата свои статьи о природе советского строя, национальном вопросе в СССР, идеологии и необходимости обновления страны. В то время Плющ был убеждён в возможности «социализма с человеческим лицом» и отстаивал эти идеи. В 1968 году Леонид Плющ направил в «Комсомольскую правду» письмо с резким протестом против недостоверного, по его мнению, освещения процесса над Александром Гинзбургом и Юрием Галансковым. По словам Леонарда Терновского, «ответ последовал быстро — Плющ был уволен из Института с „волчьим билетом“ и с тех пор его нигде не принимали на работу».
Правда, в 1969 году Леонид Плющ устроился на работу брошюровщиком. Одновременно он начал собирать информацию о правозащитном движении в Советском Союзе и передавать её в редакцию «Хроники текущих событий». С момента образования в 1969 году Инициативной группы по защите прав человека в СССР он стал её членом. Так как Леонид постоянно проживал в Киеве, то не мог принимать постоянного непосредственного участия в работе группы, действовавшей в Москве. Поэтому его подпись под некоторыми её документами ставилась по доверенности.

## Арест и нахождение в психиатрической больнице
15 января 1972 года после нескольких квартирных обысков Плющ был арестован и обвинён по ст. 62 УК УССР в антисоветской агитации и пропаганде с целью подрыва существующего строя. Леонид Плющ находился в заключении в следственном изоляторе Киевского КГБ, откуда был направлен на психиатрическую экспертизу в судебно-психиатрическое отделение Киевской областной больницы, но признан вменяемым. Тогда его отправили в Москву, где в Центральном институте судебной психиатрии имени В. П. Сербского его дважды признали больным так называемой «вялотекущей шизофренией» (диагноз, часто ставившийся диссидентам). Экспертная комиссия под председательством А. В. Снежневского, с участием Г. В. Морозова, Д. Р. Лунца и А. К. Ануфриева проводила экспертизу Леонида Плюща в сентябре 1972 года и подтвердила предыдущее заключение — хроническое психическое заболевание в форме шизофрении.
В январе 1973 года на закрытом судебном процессе в Киевском областном суде Плющ обвинялся в подписании писем в ООН в качестве члена Инициативной группы, в хранении и распространении антисоветской литературы, ведении антисоветских разговоров. Определением суда он был направлен на принудительное лечение в психиатрической больнице специального (тюремного) типа. Затем Верховный суд Украины смягчил определение на принудительное лечение в психиатрической больнице общего типа, однако после протеста прокурора УССР восстановил решение областного суда «ввиду особой социальной опасности его антисоветских действий».
С 15 июля 1973 года Плющ был насильственно помещён в спецпсихбольницу в г. Днепропетровск. По сведениям Леонарда Терновского, с августа 1973 года Плющу назначают большие дозы галоперидола.

Во время свидания с женой Плющ говорит с трудом, с остановками, в глазах у него тоска, он задыхается, корчится в судорогах. Предупреждает, что письма писать не в состоянии. И просит раньше времени окончить свидание… В течение 2 с половиной лет Плюща «лечили» (хочется сказать — травили) попеременно галоперидолом (без полагавшихся корректоров), инсулином в возрастающей дозировке, трифтазином — в таблетках и в инъекциях, комплексно — инсулином и трифтазином, снова большими дозами трифтазина. После уколов инсулина (ожидая, видимо, инсулинового шока и судорог) Плюща на 4 часа привязывали к кровати…

## Международная кампания в защиту Леонида Плюща
С призывами об освобождении Плюща выступали академик А. Д. Сахаров, член-корреспондент И. Р. Шафаревич и другие правозащитники. В 1974 году Татьяна Ходорович опубликовала в самиздате книгу «История Болезни Леонида Плюща», которая в том же году была издана в Амстердаме.
В 1974 году был образован международный комитет в защиту Л. И. Плюща, особенно активно действовавший во Франции и в США и проводивший акции протеста. Международный конгресс математиков в Ванкувере опубликовал открытое письмо в защиту Плюща. Во Франции кампании солидарности с ним вели математики Анри Картан и Лоран Шварц, а также троцкисты-ламбертисты, включая Мишеля Бруэ, сына марксистского историка и тоже математика. В марте 1975 году Татьяна Ходорович написала и обнародовала статьи «Плюща делают сумасшедшим. Зачем?» (совместно с Юрием Орловым) и «Эскалация отчаяния». 23 апреля 1975 года был проведён международный день защиты Плюща. В защиту диссидента к советскому руководству обратился Центральный комитет Французской коммунистической партии. В 1975 году В. Буковский и С. Глузман посвятили Леониду Плющу свою работу «Пособие по психиатрии для инакомыслящих», написав на её титульной странице «Лене Плющу — жертве психиатрического террора посвящается».

## Освобождение и эмиграция
Жена Татьяна Ильинична Житникова разделяла взгляды мужа, вместе с ним распространяла самиздатовскую литературу. Чтобы освободить Леонида Плюща из лечебницы, она писала письма в высшие государственные инстанции, обращалась к западным правозащитным организациям.
В результате активной международной кампании Леонид Плющ был освобожден.
10 января 1976 года он с женой и сыновьями Дмитрием и Олесем выехал из СССР. В Австрии он прошёл психиатрическую экспертизу, которая зафиксировала его полную вменяемость, но установила у него сильное нервное истощение. В эмиграции поселился во Франции. С 1977 года Плющ становится зарубежным представителем Украинской Хельсинкской группы. На Западе Плющ выпустил книгу «На карнавале истории».
С конца 1970-х годов он постепенно переходит от социалистических позиций к антикоммунизму и национализму, а его интересы смещаются из области политики в культурологию и литературоведение. Плющ — член объединения украинских писателей «Слово», автор монографии о Тарасе Шевченко. В 1986 году Леонид Плющ опубликовал статью о гибели поэта Василя Стуса. В октябре 1990 года подписал «Римское обращение». В 1991 году выпустил авторский документально-аналитический видеофильм «Из Малороссии на Украину» и серию статей о становлении и перспективах украинской культуры.
В 2006 году был награждён орденом «За мужество» І степени за гражданское мужество, самоотверженность в борьбе за утверждения идеалов свободы и демократии и по случаю 30-й годовщины создания Украинской общественной группы содействия выполнению Хельсинкских соглашений.
Был женат, имел двоих детей.
Умер 4 июня 2015 года во Франции в возрасте 77 лет.